# Грейнджер (Айова)
Грейнджер (англ. Granger) — місто (англ. city) в США, в округах Даллас і Полк штату Айова. Населення — 1654 особи (2020).

## Географія
Грейнджер розташований за координатами 41°45′47″ пн. ш. 93°49′30″ зх. д. / 41.76306° пн. ш. 93.82500° зх. д. (41.763061, -93.824999).  За даними Бюро перепису населення США в 2010 році місто мало площу 3,76 км², уся площа — суходіл. В 2017 році площа становила 4,38 км², уся площа — суходіл.

## Демографія
Згідно з переписом 2010 року, у місті мешкали 1244 особи в 461 домогосподарстві у складі 330 родин. Густота населення становила 331 особа/км².  Було 490 помешкань (130/км²).
Расовий склад населення:
| - 98,5 % — білих - 0,4 % — азіатів - 0,3 % — чорних або афроамериканців |

До двох чи більше рас належало 0,6 %. Частка іспаномовних становила 1,5 % від усіх жителів.
За віковим діапазоном населення розподілялося таким чином: 30,2 % — особи молодші 18 років, 58,3 % — особи у віці 18—64 років, 11,5 % — особи у віці 65 років та старші. Медіана віку мешканця становила 32,0 року. На 100 осіб жіночої статі у місті припадало 100,3 чоловіків;  на 100 жінок у віці від 18 років та старших — 96,4 чоловіків також старших 18 років.
Середній дохід на одне домашнє господарство  становив 78 044 долари США (медіана — 71 250), а середній дохід на одну сім'ю — 100 203 долари (медіана — 100 500). За межею бідності перебувало 7,0 % осіб, у тому числі 10,0 % дітей у віці до 18 років та 14,6 % осіб у віці 65 років та старших.
Цивільне працевлаштоване населення становило 830 осіб. Основні галузі зайнятості: освіта, охорона здоров'я та соціальна допомога — 22,7 %, роздрібна торгівля — 13,9 %, фінанси, страхування та нерухомість — 13,3 %.